# 준섬
준섬(영어: June Island)은 남극 그레이엄랜드 서해안의 데벤햄 제도에 위치한 무인도이다. 1934년~1937년, 영국의 그레이엄랜드 육상 탐험대 자문위원회 회원인 프랭크 데벤햄의 딸의 이름을 따서 명명되었다.